# Notodelphys rufescens
Notodelphys rufescens är en kräftdjursart som beskrevs av Tord Tamerlan Teodor Thorell 1959. Notodelphys rufescens ingår i släktet Notodelphys och familjen Notodelphyidae. Arten är reproducerande i Sverige. Inga underarter finns listade i Catalogue of Life.